# Carskie Sioło (stacja kolejowa)
Carskie Sioło, przedtem Dietskoje Sieło (ros. Царское Село, Carskoje Sieło; hist. Детское Село, Dietskoje Sieło) – stacja kolejowa w Puszkinie, w Petersburgu, w Rosji. Powstała w ramach Kolei Carskosielskiej i do 22 maja 1838 roku była końcową stacją linii. Po rewolucji październikowej nazwa Carskie Sioło została zmieniona (tak, jak i nazwa miasta) na Dietskoje Sieło. W 2013 roku została przywrócona nazwa Carskie Sioło.
Znajdują się tu 2 perony.